# IK Sävehof
Dernière mise à jour : 28 juillet 2024.
 IK Sävehof (nom complet : Idrottsklubben Sävehof) est un club de handball situé à Partille non loin de Göteborg en Suède. Ses équipes masculine et féminine comptent parmi les meilleures du pays.

## Section masculine

### Historique
Le club est fondé en 1950 et vit longtemps dans l’ombre du rival voisin du Redbergslids IK, 20 fois champion de Suède. Il atteint deux fois la finale du championnat en 1993 et 1994, mais doit attendre 2004 pour décrocher son premier titre national, performance qu’il réédite l’année suivante. Il est aujourd’hui l’un des deux principaux clubs du pays.

### Palmarès
Compétitions internationales
- Coupe Challenge (C4)
  - vainqueur (1) : 2014
  - demi-finaliste : 2003

Compétitions nationales
- Championnat de Suède
  - vainqueur (7) : 2004, 2005, 2010, 2011, 2012, 2019, 2021, 2024
  - Finaliste : 1993, 1994, 2006, 2008, 2023
- Coupe de Suède
  - vainqueur (1) : 2022

### Personnalités liées au club
- Kim Andersson : de 2001 à 2005
- Danijel Anđelković : de 2003 à 2004
- Martin Frändesjö : avant 1992
- Johan Jakobsson : de 2005 à 2011
- Jonas Larholm : de 2000 à 2006
- Sebastian Karlsson : de 2003 (formé au club) à 2023
- Felix Möller (de) : de 2009 (formé au club) à 2024
- Peter Möller (de) : de 2003 à 2008
- Simon Möller : de 2007 (formé au club) à 2024
- Jesper Nielsen : de 2008 à 2013
- Johan Petersson : de 1990 à 1996
- Per Sandström : avant 2006
- Kent Robin Tønnesen : de 2012 à 2013

## Section féminine
compétitions nationales
- Championnat de Suède (17) : 1993, 2000, 2006, 2007, 2009, 2010, 2011, 2012, 2013, 2014, 2015, 2016, 2018, 2019, 2022, 2023, 2024
- Coupe de Suède (2) : 2023, 2024

### Effectif
L'effectif pour la saison 2022–2023 est :
| gardiennes - 01 Johanna Bundsen - 00 Line Bergfeldt ailières droites - 02 Ida Rahunen Sembe - 22 Carmen Martín ailières gauches - 03 Stella Huselius - 10 Elin Ernelind - 19 Olivia Mellegård pivots - 08 Johanna Forsberg - 15 Linn Johansson - 20 Thea Blomst | arrières gauches - 07 Elin Liljeros Heikka - 13 Irma Wester Kocanovic - 18 Laura Cecilie Jensen demi-centres - 11 Amanda Källström - 17 Mai Kragballe Nielsen - 29 Frida Rosell arrières droites - 09 Nina Koppang - 27 Thea Kylberg |

### Personnalités liées au club
- Jenny Alm : de 2011 à 2015
- Johanna Ahlm : avant 2009 et depuis 2016
- Linn Blohm : de 2010 à 2014
- Johanna Bundsen : de 2008 à 2017
- Kristina Flognman : de 1998 à 2003
- Hanna Fogelström : de 2008 à 2014
- Cecilia Grubbström : avant 2012
- Isabelle Gulldén : de 2007 à 2011
- Filippa Idéhn : de 2012 à 2014
- Carmen Martín : depuis 2022
- Olivia Mellegård : depuis 2015
- Ida Odén : de 2005 à 2018
- Jamina Roberts : de 2009 à 2014 et de 2016 à 2017
- Louise Sand : de 2009 à 2017
- Frida Tegstedt : de 2006 à 2014
- Annika Wiel Fréden : de 2003 à 2005